# Gerhard Weil
Gerhard Weil (* 23. Juni 1888 in Geisenheim; † 11. Oktober 1966 in Rath (Düsseldorf)) war ein preußischer Landrat des Landkreises Koblenz und rheinland-pfälzischer Ministerialrat.

## Leben und Herkunft
Gerhard Weil war ein Sohn des Weinhändlers Franz Weil und dessen Ehefrau Josefine, geb. Kempen. Nach dem Besuch der Oberrealschule in Wiesbaden und der abgelegten Reifeprüfung zu Ostern 1907, studierte er von 1907 bis 1910 Rechtswissenschaften in Bonn, Kiel, München und Marburg. Nachdem er am 28. Oktober 1910 die Erste juristische Prüfung abgelegt hatte, wurde er am 2. Dezember 1910 Gerichtsreferendar, woraufhin er seine Ausbildung beim Amtsgericht Sankt Goarshausen und beim Landgericht Wiesbaden begann. Mit seiner Dissertationsschrift Können nach deutschem bürgerlichem Rechte Minderjährige finden und wie ist ihre Rechtsstellung als Finder? wurde er am 15. November 1911 in Greifswald zum Dr. iur. promoviert. Von 1914 bis 1918 nahm er am Ersten Weltkrieg teil, bevor er am 28. November 1919 die Große Staatsprüfung ablegte und im Dezember 1919 Regierungsassessor wurde. Im Juli 1920 erhielt er probeweise Beschäftigung bei der Regierung Koblenz und im Mai 1921 wurde er Hilfsarbeiter im Preußischen Innenministerium. Nach seiner Ernennung zum Regierungsrat am 31. Dezember 1921 wurde er im Februar 1922 kommissarischer Landrat des Landkreises Koblenz. Am 29. Mai 1922 folgte die definitive Ernennung zum Landrat, jedoch wurde er von 1923 bis zum Juni 1924 von der Interalliierten Rheinlandkommission vom Dienst ausgewiesen. Im Oktober 1933 wurde er in den einstweiligen Ruhestand versetzt und an die Regierung Aachen überwiesen, wo er 1943 zum Oberregierungsrat ernannt wurde. Im Februar 1946 wurde er Leiter der oberen Preisbehörde im Oberpräsidium Rheinland-Hessen-Nassau und 1946/47 war er Abteilungsleiter im Wirtschaftsministerium von Rheinland-Pfalz. Ab dem 1. Juni 1947 war er als Oberregierungsrat im Ministerium für Ernährung, Landwirtschaft und Forsten Nordrhein-Westfalen tätig, bevor er dort im Juni 1948 zum Ministerialrat ernannt wurde. Am 1. Januar 1950 wechselte er zum Landesrechnungshof Nordrhein-Westfalen, wo er am 20. Juni 1953 Direktor wurde. Am 1. Juni 1956 wurde er dort in den Ruhestand verabschiedet.

## Mitgliedschaften
- Weil war seit dem 30. April 1907 Mitglied der katholischen Studentenverbindung KDStV Bavaria Bonn.[1]

## Politik
Weil war Mitglied der Deutschen Zentrumspartei und vertrat diese von 1926 bis 1933 bei den Rheinischen Provinziallandtagen.

## Familie
Gerhard Weil heiratete am 12. Juni 1923 Auguste, geb. Mertens (* 30. Juni 1888; † 30. April 1947).